# Détective (roman)
Pour les articles homonymes, voir Détective (homonymie).
Détective (titre original : Detective) est un roman d'Arthur Hailey paru en 1997. Ce roman a été adapté à la TV en 2005  sous la forme d'un téléfilm.

## Résumé
Dans les ténèbres d'une nuit d'hiver, une Chevrolet lancée à pleine vitesse dévore la route qui relie Miami à la prison centrale de Raiford. À bord, Malcolm Ainslie, prêtre devenu sergent de la police criminelle de Floride. Il ne lui reste que peu de temps pour recueillir les dernières confessions du détenu Elroy oil : à l'aube, l'homme sera exécuté.
Mais cette ultime entrevue n'a rien d'étonnant : le policier et le condamné se connaissent bien. N'a-t-il pas fallu toute la culture biblique de Malcolm pour arrêter ce tueur en série accusé de douze meurtres, tous commis selon un rituel inspiré des prophéties de l'Apocalypse ? Pourtant, même au seuil de la mort, il y a un crime qu'Elroy se refuse à reconnaître. Un crime que Malcolm devra élucider, quitte à redécouvrir les pages les plus secrètes de son propre passé.